# Convocazioni per il campionato mondiale di calcio 1950
Elenco dei giocatori convocati da ciascuna Nazionale partecipante ai Mondiali di calcio 1950.
L'età dei giocatori riportata è relativa al 24 giugno 1950, data di inizio della manifestazione.

## Gruppo 1

### Brasile
Commissario tecnico: Flávio Costa
| N. | Pos. | Giocatore     | Data nascita (età)          | Pres. | Squadra       |
| -- | ---- | ------------- | --------------------------- | ----- | ------------- |
| -  | A    | Adãozinho     | 2 aprile 1924 (26 anni)     | -     | Internacional |
| -  | A    | Ademir        | 8 novembre 1922 (27 anni)   | -     | Vasco da Gama |
| -  | A    | Alfredo       | 1º gennaio 1920 (30 anni)   | -     | Vasco da Gama |
| -  | D    | Augusto       | 22 ottobre 1920 (29 anni)   | -     | Vasco da Gama |
| -  | A    | Baltazar      | 14 gennaio 1926 (24 anni)   | -     | Corinthians   |
| -  | P    | Barbosa       | 27 marzo 1921 (29 anni)     | -     | Vasco da Gama |
| -  | C    | Bauer         | 21 novembre 1925 (24 anni)  | -     | São Paulo     |
| -  | C    | Bigode        | 4 aprile 1922 (28 anni)     | -     | Flamengo      |
| -  | P    | Castilho      | 27 novembre 1927 (22 anni)  | -     | Fluminense    |
| -  | A    | Chico         | 7 gennaio 1922 (28 anni)    | -     | Vasco da Gama |
| -  | C    | Danilo        | 3 dicembre 1920 (29 anni)   | -     | Vasco da Gama |
| -  | D    | Ely           | 14 maggio 1921 (29 anni)    | -     | Vasco da Gama |
| -  | A    | Friaça        | 20 ottobre 1924 (25 anni)   | -     | São Paulo     |
| -  | A    | Jair          | 21 marzo 1921 (29 anni)     | -     | Palmeiras     |
| -  | D    | Juvenal       | 27 novembre 1923 (26 anni)  | -     | Flamengo      |
| -  | A    | Maneca        | 28 gennaio 1926 (24 anni)   | -     | Vasco da Gama |
| -  | D    | Nena          | 27 marzo 1921 (29 anni)     | -     | Internacional |
| -  | D    | Nílton Santos | 16 maggio 1927 (23 anni)    | -     | Botafogo      |
| -  | C    | Noronha       | 25 settembre 1918 (31 anni) | -     | São Paulo     |
| -  | A    | Rodrigues     | 27 giugno 1925 (24 anni)    | -     | Fluminense    |
| -  | C    | Rui           | 2 agosto 1922 (27 anni)     | -     | São Paulo     |
| -  | A    | Zizinho       | 14 settembre 1922 (27 anni) | -     | Bangu         |

### Svizzera
Commissario tecnico: Franco Andreoli

### Jugoslavia
Commissario tecnico: Milorad Arsenijević
| N. | Pos. | Giocatore              | Data nascita (età)          | Pres. | Squadra         |
| -- | ---- | ---------------------- | --------------------------- | ----- | --------------- |
| -  | A    | Aleksandar Atanacković | 29 aprile 1920 (30 anni)    | -     | Partizan        |
| -  | P    | Vladimir Beara         | 2 novembre 1928 (21 anni)   | -     | Hajduk Spalato  |
| -  | A    | Stjepan Bobek          | 3 dicembre 1923 (26 anni)   | -     | Partizan        |
| -  | D    | Božo Broketa           | 24 dicembre 1921 (28 anni)  | -     | Hajduk Spalato  |
| -  | A    | Željko Čajkovski       | 5 maggio 1925 (25 anni)     | -     | Dinamo Zagabria |
| -  | D    | Zlatko Čajkovski       | 24 gennaio 1923 (27 anni)   | -     | Partizan        |
| -  | D    | Ratko Čolić            | 17 marzo 1918 (32 anni)     | -     | Partizan        |
| -  | C    | Predrag Đajić          | 1º maggio 1922 (28 anni)    | -     | Stella Rossa    |
| -  | A    | Vladimir Firm          | 5 giugno 1923 (27 anni)     | -     | Partizan        |
| -  | D    | Ivan Horvat            | 16 luglio 1926 (23 anni)    | -     | Dinamo Zagabria |
| -  | C    | Miodrag Jovanović      | 18 settembre 1925 (24 anni) | -     | Partizan        |
| -  | C    | Ervin Katnić           | 2 settembre 1921 (28 anni)  | -     | Hajduk Spalato  |
| -  | A    | Prvoslav Mihajlović    | 13 aprile 1921 (29 anni)    | -     | Partizan        |
| -  | A    | Rajko Mitić            | 6 settembre 1922 (27 anni)  | -     | Stella Rossa    |
| -  | P    | Srdan Mrkušic          | 26 giugno 1915 (34 anni)    | -     | Stella Rossa    |
| -  | A    | Tihomir Ognjanov       | 2 marzo 1927 (23 anni)      | -     | Stella Rossa    |
| -  | C    | Bela Palfi             | 16 febbraio 1923 (27 anni)  | -     | Stella Rossa    |
| -  | C    | Ivo Radovniković       | 2 febbraio 1918 (32 anni)   | -     | Hajduk Spalato  |
| -  | D    | Branislav Stankovic    | 31 ottobre 1921 (28 anni)   | -     | Stella Rossa    |
| -  | A    | Kosta Tomašević        | 26 maggio 1924 (26 anni)    | -     | Stella Rossa    |
| -  | A    | Bernard Vukas          | 1º maggio 1927 (23 anni)    | -     | Hajduk Spalato  |
| -  | C    | Siniša Zlatković       | 16 aprile 1934 (16 anni)    | -     | Stella Rossa    |

### Messico
Commissario tecnico: Octavio Vial
| N. | Pos. | Giocatore                | Data nascita (età)         | Pres. | Squadra               |
| -- | ---- | ------------------------ | -------------------------- | ----- | --------------------- |
| -  | A    | José Luis Borbolla       | 31 gennaio 1920 (30 anni)  | -     | Club América          |
| -  | P    | Antonio Carbajal         | 7 giugno 1929 (21 anni)    | -     | Real Club España      |
| -  | A    | Horacio Casarín          | 25 maggio 1918 (32 anni)   | -     | Real Club España      |
| -  | P    | Raúl Córdoba             | 13 marzo 1924 (26 anni)    | -     | San Sebastian Leon    |
| -  | C    | Samuel Cuburu            | 20 febbraio 1928 (22 anni) | -     | FC Puebla             |
| -  | C    | Antonio Rodriguez Flóres | 13 luglio 1923 (26 anni)   | -     | CF Atlas              |
| -  | D    | Gregorio Gómez           | 26 giugno 1924 (25 anni)   | -     | Deportivo Guadalajara |
| -  | C    | Carlos Guevara           | 3 aprile 1930 (20 anni)    | -     | Asturias              |
| -  | D    | Manuel Gutiérrez         | 8 aprile 1920 (30 anni)    | -     | Club América          |
| -  | C    | Francisco Hernández      | 16 gennaio 1924 (26 anni)  | -     | CD Zacatapec          |
| -  | D    | Alfonso Montemayor       | 28 aprile 1922 (28 anni)   | -     | FC Leon               |
| -  | A    | José Naranjo             | 19 marzo 1926 (24 anni)    | -     | Oro Guadalajara       |
| -  | A    | Leonardo Navarro         |                            | -     | FC Atlante            |
| -  | C    | Mario Ochoa              | 7 novembre 1927 (22 anni)  | -     | Club América          |
| -  | C    | Héctor Benítez Ortiz     | 20 dicembre 1928 (21 anni) | -     | Marte                 |
| -  | C    | Mario Pérez Plascencia   | 19 febbraio 1927 (23 anni) | -     | Marte                 |
| -  | A    | Max Prieto               | 28 marzo 1919 (31 anni)    | -     | Deportivo Guadalajara |
| -  | D    | José Roca                | 24 maggio 1928 (22 anni)   | -     | Necaxa                |
| -  | D    | Rodrigo Ruiz Zárate      | 14 aprile 1923 (27 anni)   | -     | Deportivo Guadalajara |
| -  | A    | Carlos Septién           | 18 gennaio 1923 (27 anni)  | -     | Real Club España      |
| -  | A    | Guadelupe Velázquez      | 12 agosto 1923 (26 anni)   | -     | FC Puebla             |
| -  | D    | Felipe Zetter            | 3 luglio 1923 (26 anni)    | -     | CF Atlas              |

## Gruppo 2

### Spagna
Commissario tecnico: Guillermo Eizaguirre
| N. | Pos. | Giocatore          | Data nascita (età)         | Pres. | Squadra                |
| -- | ---- | ------------------ | -------------------------- | ----- | ---------------------- |
| -  | P    | Juan Acuña         | 11 gennaio 1923 (27 anni)  | -     | Deportivo de La Coruña |
| -  | D    | Gabriel Alonso     | 9 novembre 1923 (26 anni)  | -     | Celta de Vigo          |
| -  | D    | Francisco Antúnez  | 1º novembre 1922 (27 anni) | -     | Siviglia               |
| -  | D    | Vicente Asensi     | 28 gennaio 1919 (31 anni)  | -     | Valencia               |
| -  | A    | Estanislao Basora  | 18 novembre 1926 (23 anni) | -     | Barcellona             |
| -  | A    | César              | 29 giugno 1920 (29 anni)   | -     | Barcellona             |
| -  | A    | Agustín Gaínza     | 28 maggio 1922 (28 anni)   | -     | Atlético Bilbao        |
| -  | D    | Josep Gonzalvo     | 16 gennaio 1920 (30 anni)  | -     | Barcellona             |
| -  | C    | Marià Gonzalvo     | 22 marzo 1922 (28 anni)    | -     | Barcellona             |
| -  | A    | Rosendo Hernández  | 1º marzo 1921 (29 anni)    | -     | RCD Espanyol           |
| -  | A    | Silvestre Igoa     | 5 settembre 1920 (29 anni) | -     | Valencia               |
| -  | P    | Ignacio Eizaguirre | 7 novembre 1920 (29 anni)  | -     | Valencia               |
| -  | A    | José Juncosa       | 2 febbraio 1922 (28 anni)  | -     | Atlético Madrid        |
| -  | D    | Rafael Lesmes      | 9 novembre 1926 (23 anni)  | -     | Real Valladolid        |
| -  | A    | Luis Molowny       | 12 maggio 1925 (25 anni)   | -     | Real Madrid            |
| -  | C    | Nando              | 1º febbraio 1921 (29 anni) | -     | Atlético Bilbao        |
| -  | A    | José Luis Panizo   | 12 gennaio 1922 (28 anni)  | -     | Atlético Bilbao        |
| -  | D    | José Parra         | 28 agosto 1925 (24 anni)   | -     | RCD Espanyol           |
| -  | C    | Antonio Puchades   | 4 giugno 1925 (25 anni)    | -     | Valencia               |
| -  | P    | Antoni Ramallets   | 4 giugno 1924 (26 anni)    | -     | Barcellona             |
| -  | D    | Alfonso Silva      | 19 marzo 1926 (24 anni)    | -     | Atlético Madrid        |
| -  | A    | Zarra              | 30 gennaio 1921 (29 anni)  | -     | Atlético Bilbao        |

### Inghilterra
Commissario tecnico: Walter Winterbottom
| N. | Pos. | Giocatore        | Data nascita (età)          | Pres. | Squadra                 |
| -- | ---- | ---------------- | --------------------------- | ----- | ----------------------- |
| -  | D    | John Aston       | 2 settembre 1921 (28 anni)  | -     | Manchester Utd          |
| -  | C    | Eddie Baily      | 6 agosto 1925 (24 anni)     | -     | Tottenham               |
| -  | A    | Roy Bentley      | 17 maggio 1924 (26 anni)    | -     | Chelsea                 |
| -  | C    | Henry Cockburn   | 14 settembre 1921 (28 anni) | -     | Manchester Utd          |
| -  | C    | Jimmy Dickinson  | 24 aprile 1925 (25 anni)    | -     | Portsmouth              |
| -  | P    | Ted Ditchburn    | 24 ottobre 1921 (28 anni)   | -     | Tottenham               |
| -  | D    | Bill Eckersley   | 16 luglio 1925 (24 anni)    | -     | Blackburn Rovers        |
| -  | A    | Tom Finney       | 5 aprile 1922 (28 anni)     | -     | Preston North End       |
| -  | C    | Laurie Hughes    | 2 marzo 1924 (26 anni)      | -     | Liverpool               |
| -  | A    | Wilf Mannion     | 16 maggio 1918 (32 anni)    | -     | Middlesbrough           |
| -  | A    | Stanley Matthews | 1º febbraio 1915 (35 anni)  | -     | Blackpool               |
| -  | A    | Jackie Milburn   | 11 maggio 1924 (26 anni)    | -     | Newcastle Utd           |
| -  | A    | Stan Mortensen   | 26 maggio 1921 (29 anni)    | -     | Blackpool               |
| -  | A    | Jimmy Mullen     | 6 gennaio 1923 (27 anni)    | -     | Wolverhampton Wanderers |
| -  | C    | Bill Nicholson   | 26 gennaio 1919 (31 anni)   | -     | Tottenham               |
| -  | D    | Alf Ramsey       | 22 gennaio 1920 (30 anni)   | -     | Tottenham               |
| -  | D    | Laurie Scott     | 23 aprile 1917 (33 anni)    | -     | Arsenal                 |
| -  | D    | Jim Taylor       | 5 novembre 1917 (32 anni)   | -     | Fulham                  |
| -  | C    | Willie Watson    | 7 marzo 1920 (30 anni)      | -     | Sunderland              |
| -  | P    | Bert Williams    | 31 gennaio 1920 (30 anni)   | -     | Wolverhampton Wanderers |
| -  | D    | Billy Wright     | 6 febbraio 1924 (26 anni)   | -     | Wolverhampton Wanderers |

### Cile
Commissario tecnico: Arturo Bucciardi
| N. | Pos. | Giocatore               | Data nascita (età)         | Pres. | Squadra               |
| -- | ---- | ----------------------- | -------------------------- | ----- | --------------------- |
| -  | D    | Manuel Álvarez          | 23 maggio 1928 (22 anni)   | -     | Universidad Católica  |
| -  | C    | Miguel Busquets         | 15 ottobre 1920 (29 anni)  | -     | Universidad de Chilee |
| -  | C    | Fernando Campos         | 1º gennaio 1921 (29 anni)  | -     | Colo-Colo             |
| -  | C    | Hernán Carvallo         | 19 agosto 1922 (27 anni)   | -     | Universidad Católica  |
| -  | A    | Atilio Cremaschi        | 8 marzo 1923 (27 anni)     | -     | Unión Española        |
| -  | A    | Guillermo Díaz Zambrano | 29 dicembre 1930 (19 anni) | -     | Santiago Wanderers    |
| -  | D    | Arturo Farías           | 1º novembre 1927 (22 anni) | -     | Colo-Colo             |
| -  | D    | Miguel Flores           |                            | -     | Universidad de Chilee |
| -  | A    | Carlos Ibáñez           | 30 novembre 1931 (18 anni) | -     | Magallanes            |
| -  | A    | Raymundo Infante        | 2 febbraio 1928 (22 anni)  | -     | Universidad Católica  |
| -  | P    | Sergio Livingstone      | 26 marzo 1920 (30 anni)    | -     | Universidad Católica  |
| -  | D    | Manuel Machuca          | 6 giugno 1924 (26 anni)    | -     | Colo-Colo             |
| -  | A    | Luis Mayanés            | 15 gennaio 1925 (25 anni)  | -     | Universidad de Chile  |
| -  | A    | Manuel Muñoz            | 28 aprile 1928 (22 anni)   | -     | Colo-Colo             |
| -  | A    | Andrés Prieto           | 19 dicembre 1928 (21 anni) | -     | Universidad Católica  |
| -  | P    | René Quitral            | 22 luglio 1920 (29 anni)   | -     | Santiago Wanderers    |
| -  | A    | Fernando Riera          | 27 giugno 1920 (29 anni)   | -     | Universidad Católica  |
| -  | A    | George Robledo          | 14 aprile 1926 (24 anni)   | -     | Newcastle Utd         |
| -  | C    | Carlos Rojas            | 2 ottobre 1928 (21 anni)   | -     | Unión Española        |
| -  | D    | Fernando Roldán         | 15 ottobre 1921 (28 anni)  | -     | Universidad Católica  |
| -  | C    | Osvaldo Sáez            | 13 agosto 1923 (26 anni)   | -     | Colo-Colo             |
| -  | D    | Francisco Urroz         | 31 ottobre 1921 (28 anni)  | -     | Colo-Colo             |

### Stati Uniti
Commissario tecnico: William Jeffrey
| N. | Pos. | Giocatore         | Data nascita (età)          | Pres. | Squadra                       |
| -- | ---- | ----------------- | --------------------------- | ----- | ----------------------------- |
| -  | D    | Robert Annis      | 5 settembre 1928 (21 anni)  | -     | St. Louis Simpkins-Ford       |
| -  | C    | Walter Bahr       | 1º aprile 1927 (23 anni)    | -     | Philadelphia Nationals        |
| -  | P    | Frank Borghi      | 9 aprile 1925 (25 anni)     | -     | St. Louis Simpkins-Ford       |
| -  | C    | Charlie Colombo   | 20 luglio 1920 (29 anni)    | -     | St. Louis Simpkins-Ford       |
| -  | D    | Geoff Coombes     | 23 aprile 1919 (31 anni)    | -     | Chicago Vikings               |
| -  | A    | Robert Craddock   | 5 settembre 1923 (26 anni)  | -     | Pittsburgh Harmarville S.C.   |
| -  | A    | Nicholas DiOrio   | 4 febbraio 1921 (29 anni)   | -     | Pittsburgh Harmarville S.C.   |
| -  | A    | Joe Gaetjens      | 19 marzo 1924 (26 anni)     | -     | New York Brookhattan          |
| -  | P    | Gino Gardassanich | 26 novembre 1922 (27 anni)  | -     | Chicago Slovaks               |
| -  | D    | Harry Keough      | 15 novembre 1927 (22 anni)  | -     | St. Louis McMahon             |
| -  | D    | Joe Maca          | 28 settembre 1920 (29 anni) | -     | Brooklyn Hispano              |
| -  | C    | Ed McIlvenny      | 21 ottobre 1924 (25 anni)   | -     | Philadelphia Nationals        |
| -  | A    | Gino Pariani      | 21 febbraio 1928 (22 anni)  | -     | St. Louis Simpkins-Ford       |
| -  | A    | Ed Souza          | 22 settembre 1921 (28 anni) | -     | Fall River Ponta Delgada S.C. |
| -  | A    | John Souza        | 12 luglio 1920 (29 anni)    | -     | Fall River Ponta Delgada S.C. |
| -  | A    | Frank Wallace     | 15 luglio 1922 (27 anni)    | -     | St. Louis Simpkins-Ford       |
| -  | A    | Adam Wolanin      | 13 novembre 1919 (30 anni)  | -     | Chicago Eagles                |

## Gruppo 3

### Svezia
Commissario tecnico:  George Raynor
| N. | Pos. | Giocatore          | Data nascita (età)         | Pres. | Squadra         |
| -- | ---- | ------------------ | -------------------------- | ----- | --------------- |
| -  | C    | Olle Åhlund        | 22 agosto 1920 (29 anni)   | -     | Degerfors IF    |
| -  | D    | Sune Andersson     | 22 febbraio 1921 (29 anni) | -     | AIK             |
| -  | A    | Bengt Berndtsson   | 26 gennaio 1933 (17 anni)  | -     | IFK Göteborg    |
| -  | D    | Ivan Bodin         | 20 luglio 1923 (26 anni)   | -     | AIK             |
| -  | C    | Ingvar Gärd        | 6 ottobre 1921 (28 anni)   | -     | Malmö FF        |
| -  | A    | Hasse Jeppson      | 10 maggio 1925 (25 anni)   | -     | Djurgården      |
| -  | C    | Gunnar Johansson   | 29 febbraio 1924 (26 anni) | -     | GAIS            |
| -  | A    | Egon Jönsson       | 6 dicembre 1926 (23 anni)  | -     | Malmö FF        |
| -  | P    | Torsten Lindberg   | 14 aprile 1917 (33 anni)   | -     | IFK Norrköping  |
| -  | D    | Arne Månsson       | 11 novembre 1925 (24 anni) | -     | Malmö FF        |
| -  | A    | Bror Mellberg      | 9 dicembre 1923 (26 anni)  | -     | AIK             |
| -  | D    | Erik Nilsson       | 6 agosto 1916 (33 anni)    | -     | Malmö FF        |
| -  | A    | Stellan Nilsson    | 28 maggio 1922 (28 anni)   | -     | Malmö FF        |
| -  | C    | Knut Nordahl       | 13 gennaio 1920 (30 anni)  | -     | IFK Norrköping  |
| -  | A    | Karl-Erik Palmér   | 17 aprile 1929 (21 anni)   | -     | Malmö FF        |
| -  | A    | Ingvar Rydell      | 7 maggio 1922 (28 anni)    | -     | Malmö FF        |
| -  | D    | Lennart Samuelsson | 7 luglio 1924 (25 anni)    | -     | Elfsborg        |
| -  | A    | Lennart Skoglund   | 24 dicembre 1929 (20 anni) | -     | AIK             |
| -  | A    | Stig Sundqvist     | 19 luglio 1922 (27 anni)   | -     | IFK Norrköping  |
| -  | A    | Kurt Svensson      | 15 aprile 1927 (23 anni)   | -     | IS Halmia       |
| -  | P    | Kalle Svensson     | 11 novembre 1925 (24 anni) | -     | Helsingborgs IF |
| -  | P    | Tore Svensson      | 6 dicembre 1927 (22 anni)  | -     | Malmö FF        |
| -  | A    | Börje Tapper       | 20 maggio 1922 (28 anni)   | -     | Malmö FF        |

### Italia
Commissario tecnico: Ferruccio Novo
| N. | Pos. | Giocatore            | Data nascita (età)          | Pres. | Squadra    |
| -- | ---- | -------------------- | --------------------------- | ----- | ---------- |
| -  | A    | Amedeo Amadei        | 26 luglio 1921 (28 anni)    | -     | Inter      |
| -  | C    | Carlo Annovazzi      | 24 maggio 1925 (25 anni)    | -     | Milan      |
| -  | D    | Ivano Blason         | 24 maggio 1923 (27 anni)    | -     | Triestina  |
| -  | A    | Giampiero Boniperti  | 4 luglio 1928 (21 anni)     | -     | Juventus   |
| -  | C    | Aldo Campatelli      | 7 aprile 1919 (31 anni)     | -     | Inter      |
| -  | A    | Gino Cappello        | 2 giugno 1920 (30 anni)     | -     | Bologna    |
| -  | A    | Emilio Caprile       | 30 settembre 1928 (21 anni) | -     | Atalanta   |
| -  | A    | Riccardo Carapellese | 1º luglio 1922 (27 anni)    | -     | Torino     |
| -  | P    | Giuseppe Casari      | 10 aprile 1922 (28 anni)    | -     | Atalanta   |
| -  | C    | Osvaldo Fattori      | 22 giugno 1922 (28 anni)    | -     | Inter      |
| -  | D    | Zeffiro Furiassi     | 19 gennaio 1923 (27 anni)   | -     | Lazio      |
| -  | D    | Attilio Giovannini   | 30 luglio 1924 (25 anni)    | -     | Inter      |
| -  | A    | Benito Lorenzi       | 20 dicembre 1925 (24 anni)  | -     | Inter      |
| -  | C    | Augusto Magli        | 9 marzo 1923 (27 anni)      | -     | Fiorentina |
| -  | C    | Giacomo Mari         | 17 ottobre 1924 (25 anni)   | -     | Juventus   |
| -  | P    | Giuseppe Moro        | 16 gennaio 1921 (29 anni)   | -     | Torino     |
| -  | A    | Ermes Muccinelli     | 28 luglio 1927 (22 anni)    | -     | Juventus   |
| -  | C    | Egisto Pandolfini    | 19 febbraio 1926 (24 anni)  | -     | Fiorentina |
| -  | D    | Carlo Parola         | 20 settembre 1921 (28 anni) | -     | Juventus   |
| -  | D    | Leandro Remondini    | 17 novembre 1917 (32 anni)  | -     | Lazio      |
| -  | P    | Lucidio Sentimenti   | 1º luglio 1920 (29 anni)    | -     | Lazio      |
| -  | D    | Omero Tognon         | 3 marzo 1924 (26 anni)      | -     | Milan      |

### Paraguay
Commissario tecnico: Manuel Fleitas Solich
| N. | Pos. | Giocatore             | Data nascita (età)          | Pres. | Squadra                |
| -- | ---- | --------------------- | --------------------------- | ----- | ---------------------- |
| -  | A    | Enrique Ávalos        | 1922 (27-28 anni)           | -     | Cerro Porteño          |
| -  | A    | Marcial Ávalos        | 5 dicembre 1921 (28 anni)   | -     | Cerro Porteño          |
| -  | C    | Melanio Báez          |                             | -     | Club Nacional          |
| -  | A    | Ángel Berni           | 9 gennaio 1931 (19 anni)    | -     | Club Sportivo Luqueño  |
| -  | D    | Antonio Cabrera       | 1928 (21-22 anni)           | -     | Club Libertad Asunción |
| -  | A    | Lorenzo Calonga       | 28 agosto 1929 (20 anni)    | -     | Club Guaraní           |
| -  | A    | Juan Cañete           | 27 luglio 1929 (20 anni)    | -     | Club Presidente Hayes  |
| -  | C    | Castor Cantero        | 12 gennaio 1918 (32 anni)   | -     | Olimpia Asunción       |
| -  | P    | Pablo Centurión       | 1926 (23-24 anni)           | -     | Cerro Porteño          |
| -  | D    | Casiano Céspedes      | 1924 (25-26 anni)           | -     | Olimpia Asunción       |
| -  | D    | Manuel Gavilán        | 1921 (28-29 anni)           | -     | Club Libertad Asunción |
| -  | D    | Alberto González      | 1922 (27-28 anni)           | -     | Olimpia Asunción       |
| -  | C    | Armando González      | 1924 (25-26 anni)           | -     | Club Guaraní           |
| -  | C    | Victoriano Leguizamón | 23 marzo 1922 (28 anni)     | -     | Olimpia Asunción       |
| -  | A    | Atilio López          | 5 febbraio 1925 (25 anni)   | -     | Club Nacional          |
| -  | A    | César López           | 21 marzo 1923 (27 anni)     | -     | Olimpia Asunción       |
| -  | A    | Hilarión Osorio       | 1928 (21-22 anni)           | -     | Club Sportivo Luqueño  |
| -  | D    | Elioro Paredes        | 19 giugno 1921 (29 anni)    | -     | Club Sportivo Luqueño  |
| -  | A    | Darío Jara Saguier    | 11 settembre 1926 (23 anni) | -     | Cerro Porteño          |
| -  | A    | Francisco Sosa        | 1918 (31-32 anni)           | -     | Cerro Porteño          |
| -  | A    | Leongino Unzain       | 15 marzo 1927 (23 anni)     | -     | Olimpia Asunción       |
| -  | P    | Marcelino Vargas      | 1921 (28-29 anni)           | -     | Club Libertad Asunción |

## Gruppo 4

### Uruguay
Commissario tecnico: Juan López
| N. | Pos. | Giocatore                | Data nascita (età)          | Pres. | Squadra             |
| -- | ---- | ------------------------ | --------------------------- | ----- | ------------------- |
| -  | A    | Julio César Britos       | 18 maggio 1926 (24 anni)    | -     | Peñarol             |
| -  | A    | Juan Burgueño            | 4 febbraio 1923 (27 anni)   | -     | Danubio             |
| -  | D    | Schubert Gambetta        | 14 aprile 1920 (30 anni)    | -     | Nacional Montevideo |
| -  | A    | Alcides Ghiggia          | 22 dicembre 1926 (23 anni)  | -     | Peñarol             |
| -  | D    | Juan Carlos González     | 22 agosto 1924 (25 anni)    | -     | Peñarol             |
| -  | D    | Matías González          | 6 agosto 1925 (24 anni)     | -     | Atletico Cerro      |
| -  | D    | William Martínez         | 13 gennaio 1928 (22 anni)   | -     | Rampla Juniors      |
| -  | P    | Roque Máspoli            | 12 ottobre 1917 (32 anni)   | -     | Peñarol             |
| -  | A    | Oscar Míguez             | 5 dicembre 1927 (22 anni)   | -     | Peñarol             |
| -  | A    | Rubén Morán              | 6 agosto 1930 (19 anni)     | -     | Atletico Cerro      |
| -  | C    | Washington Ortuño        | 13 maggio 1928 (22 anni)    | -     | Peñarol             |
| -  | P    | Aníbal Paz               | 21 maggio 1917 (33 anni)    | -     | Nacional Montevideo |
| -  | A    | Julio Pérez              | 19 giugno 1926 (24 anni)    | -     | Nacional Montevideo |
| -  | C    | Rodolfo Pini             | 12 novembre 1926 (23 anni)  | -     | Nacional Montevideo |
| -  | A    | Luis Rijo                | 28 settembre 1927 (22 anni) | -     | Central Fútbol Club |
| -  | C    | Víctor Rodríguez Andrade | 2 maggio 1927 (23 anni)     | -     | Central Fútbol Club |
| -  | A    | Carlos Romero            | 7 settembre 1927 (22 anni)  | -     | Danubio             |
| -  | A    | Juan Alberto Schiaffino  | 28 luglio 1925 (24 anni)    | -     | Peñarol             |
| -  | D    | Eusebio Tejera           | 6 gennaio 1922 (28 anni)    | -     | Nacional Montevideo |
| -  | C    | Obdulio Varela           | 20 settembre 1917 (32 anni) | -     | Peñarol             |
| -  | A    | Ernesto Vidal            | 15 novembre 1921 (28 anni)  | -     | Peñarol             |
| -  | D    | Héctor Vilches           | 14 febbraio 1926 (24 anni)  | -     | Atletico Cerro      |

### Bolivia
Commissario tecnico:  Mario Pretto
| N. | Pos. | Giocatore                  | Data nascita (età)          | Pres. | Squadra                |
| -- | ---- | -------------------------- | --------------------------- | ----- | ---------------------- |
| -  | D    | Alberto Achá               | 3 aprile 1920 (30 anni)     | -     | The Strongest          |
| -  | A    | Víctor Celestino Algarañaz | 6 aprile 1926 (24 anni)     | -     | Litoral                |
| -  | C    | Alberto Aparicio           |                             | -     | Ferroviario La Paz     |
| -  | C    | Duberto Aráoz              | 21 dicembre 1920 (29 anni)  | -     | Litoral                |
| -  | P    | Vicente Arraya             | 25 gennaio 1922 (28 anni)   | -     | Ferroviario La Paz     |
| -  | C    | Juan Arricio               | 11 dicembre 1923 (26 anni)  | -     | Ayacucho La Paz        |
| -  | A    | Víctor Brown               | 7 marzo 1927 (23 anni)      | -     | Litoral                |
| -  | D    | José Bustamante            | 5 marzo 1921 (29 anni)      | -     | Litoral                |
| -  | C    | René Cabrera               | 21 ottobre 1925 (24 anni)   | -     | Club Jorge Wilstermann |
| -  | A    | Roberto Caparelli          | 18 novembre 1921 (28 anni)  | -     | The Strongest          |
| -  | C    | Leonardo Ferrel            | 7 luglio 1923 (26 anni)     | -     | The Strongest          |
| -  | A    | Benedicto Godoy            |                             | -     | Ferroviario La Paz     |
| -  | D    | Antonio Greco              | 17 settembre 1923 (26 anni) | -     | Litoral                |
| -  | A    | Juan Guerra                | 13 aprile 1923 (27 anni)    | -     | Ferroviario La Paz     |
| -  | A    | Benigno Gutiérrez          | 1º settembre 1925 (24 anni) | -     | Litoral                |
| -  | P    | Eduardo Gutiérrez          | 2 settembre 1922 (27 anni)  | -     | CD Ingavi              |
| -  | A    | Benjamín Maldonado         | 1928 (21-22 anni)           | -     | San Jose de Oruro      |
| -  | A    | Mario Mena                 | 1923 (26-27 anni)           | -     | Club Bolívar           |
| -  | C    | Humberto Saavedra          |                             | -     | The Strongest          |
| -  | C    | Eulogio Sandoval           | 14 giugno 1922 (28 anni)    | -     | Litoral                |
| -  | A    | Víctor Ugarte              | 6 giugno 1926 (24 anni)     | -     | Club Bolívar           |
| -  | C    | Antonio José Valencia      | 5 maggio 1925 (25 anni)     | -     | Club Bolívar           |